# حسن فورال
حسن فورال (بالتركية: Hasan Vural)‏ هو لاعب كرة قدم تركي في مركز الدفاع، ولد في 17 ديسمبر 1973 في برلين في ألمانيا. شارك مع منتخب تركيا لكرة القدم. أما مع النوادي، فقد لعب مع أنطاليا سبور وإنيرجي كوتبوس ودارمشتات 98 ونادي أوردينغن 05 ونادي أوسنابروك ونادي هرتا برلين.

## وصلات خارجية
- حسن فورال على موقع اتحاد تركيا (لاعب) (الإنجليزية)
- حسن فورال على موقع قاعدة بيانات كرة القدم.إي يو (الإنجليزية)
- حسن فورال على موقع بيانات كرة القدم. دي إي (الألمانية)
- حسن فورال على موقع ناشيونال فوتبول تيمز (الإنجليزية)